# Heinrich Barth (Jurist, 1900)
Heinrich Barth (* 23. Mai 1900 in St. Ingbert; † nach 1945) war ein deutscher Verwaltungsjurist und SA-Führer. Im deutsch besetzten Polen war er von 1939 bis 1940 Amtsleiter des Distrikts Warschau unter dem Gouverneur Ludwig Fischer.

## Leben
Barth war gegen Ende des Ersten Weltkrieges von Juli bis Dezember 1918 beim Feldrekrutendepot der 11. Infanteriedivision in Zweibrücken eingesetzt. Er absolvierte ein Studium der Rechtswissenschaft.
Nach der Machtergreifung der Nationalsozialisten trat er zum 1. Mai 1933 der NSDAP bei (Mitgliedsnummer 3.203.589). Bei der SA erreichte er im Juni 1933 den Rang eines Obersturmführers. Ende Juli 1935 wurde er Hauptstellenleiter im Reichsrechtsamt, ab Juni 1937 war er dort als Amtsleiter für Rechtspolitik tätig.
Nach dem Überfall auf Polen zu Beginn des Zweiten Weltkrieges war er von Ende Oktober 1939 bis Ende Dezember 1940 im sogenannten Generalgouvernement Amtschef im Distrikt Warschau unter dem SA-Gruppenführer (und 1947 hingerichteten Kriegsverbrecher) Ludwig Fischer. Danach nahm Barth wieder seine Tätigkeit am Reichsrechtsamt auf und war von 1942 bis 1945 Landgerichtsdirektor in München.
Nach dem Kriegsende konnte er trotz seiner NSDAP-Vergangenheit zunächst seine Tätigkeit als Amtsgerichtsdirektor in München weiterführen.